# Claus Fritzsche (Blogger)
Claus Fritzsche (geboren 1964 in Marl; gestorben am 14. Januar 2014) war ein deutscher Blogger und Lobbyist im Bereich der Homöopathie.

## Leben
Fritzsche studierte Betriebswirtschaftslehre mit einem Stipendium der Karstadt AG und schloss sein Studium als Diplom-Betriebswirt ab. Er bezeichnete sich als Medizin- und Wissenschaftsjournalist und verfasste Werbetexte für Unternehmen. Er betätigte sich als Lobbyist für unterschiedliche pharmazeutische Betriebe, die homöopathische Produkte herstellten. Mit Stand von 2011 erhielt er von den Firmen Deutsche Homöopathie-Union, Biologische Heilmittel Heel, Staufen Pharma, Wala Heilmittel, Weleda und Hevert-Arzneimittel jährlich 43.000 Euro. Zugleich warb er für umstrittene Behandlungsmethoden wie die Neuraltherapie.
Auf seinen eigenen Websites griff er die Skeptikerbewegung, die Gesellschaft zur wissenschaftlichen Untersuchung von Parawissenschaften (GWUP) und die Website EsoWatch (später Psiram) an. Im Zusammenhang mit seiner Skeptikerkritik wurden ihm journalistisch unlautere Praktiken, Schmähungen und Drohungen vorgeworfen.  Nach einem Bericht der Süddeutschen Zeitung im Jahr 2012 gingen mehrere Geldgeber auf Distanz zu Fritzsche.
Fritzsche lebte in Meerbusch in Nordrhein-Westfalen.
Im Januar 2014 starb er durch Suizid.

## Rezeption
Nach Fritzsches Suizid veröffentlichte der von ihm angegriffene Universitätsprofessor für Alternativmedizin Edzard Ernst einen selbstkritischen Artikel über Fritzsche, in dem er seine ursprüngliche Kritik in der Sache aufrechterhielt.